# Csoma Mihály (tanár)
Csoma Mihály (Terebes, 1807 – 1877. április 16.) tanár.

## Élete
1814-ben került Sárospatakra, hol a gymnasiumot végezte; 1822-ben az akadémiába lépett át; 1831-ben helyettes tanár volt. 1833-ban Bécsbe ment, honnét 1834-ben visszatérve, a szónoklati osztály tanárául alkalmazták Sárospatakon, hol 1848-ig szolgált, mikor mint nemzetőr kapitány katonai gyakorlatokat tartott az ifjúsággal és az akadémiában a politikai tanszékre nevezték ki, de helyét csak 1849 őszén foglalhatta el. Az 1852–1853. tanévben Sárospatakon megszünvén a jog, Csoma a nevelés- és oktatástant adta elő. 1854-ben a gymnasiumhoz helyezték át, hol az 1862. tanévig a bölcseleti előtant, magyar irodalmat, statisztikát és néha a mennyiségtant tanította. 1863-ban nyugalomba lépett. Antalfi tartott fölötte emlékbeszédet, mely kéziratban maradt.

## Munkái
A római literatura történetének alaprajza, Baehr rendszerén az oskolai ifjuság számára. Sárospatak, 1839–41. Két füzet. (Még az 50-es években is használták tankönyvül.)